# Nycticryphes semicollaris
Nycticryphes semicollaris е вид птица от семейство Rostratulidae, единствен представител на род Nycticryphes.

## Разпространение
Видът е разпространен в Аржентина, Бразилия, Парагвай, Уругвай и Чили.